# G・M・ナイル
G・M・ナイルことゴパーレン・マダワン・ナイル（1944年8月6日 - ）は、インド国籍を持つ日本生まれのインド人実業家、タレント。東京農業大学非常勤講師。  

## 人物・来歴

### 生い立ち
第二次世界大戦中の1944年、インド独立運動家のA.M.ナイルの次男として、母 由久子の実家の茨城県で生まれた。第二次世界大戦終結後の1947年8月にイギリス領インド帝国が独立しインド共和国の国籍となるが、その後も日本にとどまる。

### ナイルレストラン
1968年に東京農業大学畜産学科を卒業したのち、1970年の大阪万国博覧会のインド館で働いた後、父ナイルが東京都中央区銀座に開いたインド料理専門店「ナイルレストラン」の経営を引き継ぎ、またナイル商会の役員として引き継ぎ日本にインド料理を紹介する。

### タレント
またその独特のキャラクターが買われて、1970年代以降テレビタレントとしても活躍する。浅井企画に所属し、テレビやラジオ、雑誌等に出演し「日本語がペラペラのインド人、ナイルさん」と親しまれている。「インド人、嘘つかない」というフレーズはG.M.ナイルが始めたネタであり、よく知られている。
「ナイルレストラン」経営の傍、上記のようにテレビタレントや母校の東京農業大学の非常勤講師、講演活動などを行った。また、江戸浄瑠璃の清元節と河東節の公演にも参加している。

### 現在
タレントとしてテレビやラジオで活躍しつつ、「ナイルレストラン」は2018年に長男のナイル善己が三代目として引き継いだが、下記の事件までは週数回は銀座の店舗に顔を出していた。
2020年10月頃に知り合いの女性に性加害を行ったとして、同年12月より強制わいせつ容疑で捜査が行われ書類送検されたことが、2022年4月14日発売の『週刊新潮』の報道で明らかとなった。2022年4月18日には所属する浅井企画が公式サイトで同日付で「マネジメント契約を解消する」と発表した。

## 趣味
- 「警察好き」として知られ、「警察資料館」を私設している。全国の警察で講演も行っている[7]。
- キャデラックを乗り継いでおり、「ヤナセライフ」にも数度に渡り取り上げられている。

## 著書及び共著
- ナイルさんのカレー天国!!（2001年5月、マガジンハウス）ISBN 978-4838713134
- 水野仁輔『銀座ナイルレストラン物語 日本で最も古く、最も成功したインド料理店(P-Vine Books)』（2011年9月23日、スペースシャワーネットワーク）ISBN 978-4860204358

## 関連書籍
- 伊東家の食卓 使える!裏ワザ大全集〈2005年版〉（2005年3月、日本テレビ放送網）ISBN 978-4820399360